# Immram

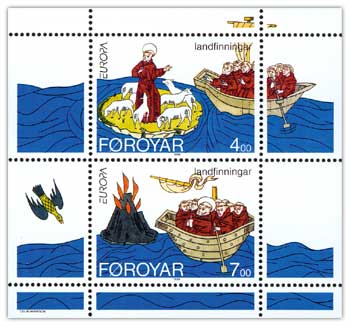
Timbre des îles Féroé, illustrant la mythologie irlandaise.

Un Immram (pluriel Immrama) est un genre de contes de la mythologie celtique irlandaise qui narre le séjour d’un héros (ou personnage important) dans l’Autre Monde des Celtes, parfois appelés Tír na nÓg (la « Terre des Jeunes ») et Mag Mell (la « Plaine du Plaisir »). Rédigés dans le contexte du monachisme irlandais, ils présentent une version christianisée de ces mythes, tout en conservant un substrat celtique. La traduction usuelle de ce mot gaélique est « voyage » ou « navigation ».

## Echtraetimmram
Quelles différences entre un echtra ("sortie") et un immram ("voyage"), qui sont l'un et l'autre un récit sur une aventure vers l'Au-delà celtique ? 1) Le premier est plutôt païen, le second plutôt chrétien. "On pourrait sans difficulté opposer les voyages merveilleux (echtrai) des païens aux navigations (immrama) des moines chrétiens, s'il n'y avait pas l' Immram Brain, le voyage des îles merveilleuses de Bran, le fils d'une druidesse. On ignore, en effet, si ce dernier conte est essentiellement chrétien ou païen : pour G. Carney, ce sont les pérégrinations d'une âme en quête du Paradis chrétien, mais racontées avec les thèmes des légendes traditionnelles. Pour d'autres commentateurs, cette œuvre est entièrement de tradition païenne." 2) Selon Mary Jones (2004), un echtra insiste sur le héros, l'aspect aventureux, tandis qu'un immram met plutôt l'accent sur la destination, l'Au-delà. "L' echtra traite spécialement de l'aventure d'un héros dans l'Autre monde, il est nettement païen. Souvent, dieux et déesses interpellent le héros au cours de la navigation qui l'amène vers l'une des nombreuses îles de l'Autre monde : Mag Mell, Tir na nOg, Tir inna mBan, etc. Souvent le dieu est Manannán mac Lir et la déesse l'une de ses filles, par exemple Connla ou Oisin, qui portent une branche fleurie de pommier. Le grand sujet de l' echtra est soit d'attirer le héros vers l'Autre monde, éternellement, comme mari (c'est le cas de Connla, d'Oisin), soit de conférer au héros une forme de sagesse ou de pouvoir (c'est le cas de Cormac mac Airt)... Avec La navigation de Bran on a nettement un echtra, pas un immram."

## Les principaux textes
Les annales médiévales mentionnent sept de ces immrama dont trois nous sont parvenues :  le Voyage de Máel Dúin, le Voyage de Uí Chorra et le Voyage de Snedgus et de Mac Riagla. Le Voyage de Bran (Immram Brain maic Febail) est considéré comme appartenant au genre des Echtra tout en contenant des éléments propres aux Immrama. La trame est constituée par les exploits des héros dans leur recherche de l’Autre Monde, généralement localisé dans les îles à l’ouest de l’Irlande. Le but du voyage est l’attrait de l’aventure ou l’accomplissement de son destin. Le retour en Irlande est aléatoire.
Cette thématique du voyage fantastique se retrouve dans un autre type de mythe, celui du héros « appelé » par une bansidh à séjourner dans le monde parfait du sidh. Ces déités, dont la magie est plus puissante que celle des druides en matière d’amour, attirent des hommes valeureux dans ce monde parfait et intemporel, ils croient séjourner quelques heures mais y restent une éternité, rendant impossible le retour dans le monde terrestre.

## Popularité
- Le chanteur breton Alan Stivell a intitulé Imram une chanson de sa symphonie celtique Tir na Nog.
- Le musicien breton Roland Becker a appelé son disque sorti en 2010 Immrama en référence à ces voyages mythologiques.
- Le groupe Irlandais de black metal teinté d'influences folks Primordial a intitulé son premier album "Imrama" en rapport à la forte influence que la mythologie celtique porte sur les compositions musicales et lyriques de ce groupe.
- Le groupe Français de post-black metal/post-rock Alcest dans son premier album Souvenir d'un autre monde a intitulé une chanson Tir Nan Og, ce qui entre en résonance avec le concept lyrique de cet album.
- La chanteuse Gwennyn sort le 7 mai 2021 son septième album Immram qui aborde le sujet au travers de plusieurs texte et l'album est présenté comme le séjour merveilleux de BRAN sur l'île aux femmes.

### Textes
- Immram Brain Maic Febail ocus a echtra andso sis. La navigation de Bran fils de Febal et ses aventures ci-dessous (950).  Le voyage de saint Brendan, texte latin (Navigatio sancti Brendani Abbatis), trad. Isabelle Brizard, Nantes, 1984, XIV-240 p.
- Áed Finn, Immram Maile Dúin. La navigation de Máel Dún (Xe siècle ?). Édition et trad. Wh. Stokes, Revue celtique, vol. IX (1888) p. 446-495, vol. X (1889) p. 50-95 : "The Voyage of Mael Duin". Résumé : Philippe Jouët, Dictionnaire de la mythologie et de la religion celtiques, 2012, p. 562-565.
- Histoire de Snegdus et Mac Riagla, trad. an. de la version en prose Wh. Stokes, Revue celtique, vol. IX (1888), p. 14-25 : The Voyage of Snegdus and Mac Riagla. Résumé : Emese Egedi-Kovács, Dialogue des cultures courtoises, 2012

### Études
- David N. Dumville, "Echtrae an immram: some problems of definition", Ériu, Dublin, vol. 27 (1976), p. 73-94.
- James MacKillop, Dictionary of Celtic Mythology, Oxford, 1998.  (ISBN 0-19-860967-1)
- Pierre-Yves Lambert, Les littératures celtiques, PUF, coll. "Que sais-je ?", 1981, p. 54-60.